# SIGMET
Un SIGMET (SIGnificant METeorological Information) est un message destiné aux aéronefs en vol signalant des phénomènes météorologiques très dangereux et organisés observés et/ou prévus. Les SIGMET sont émis même si ces conditions sont mentionnées dans les prévisions de zone ou d'aérodrome, contrairement aux Airmet qui sont des modifications plus mineures à ces prévisions. Ces messages complètent donc les prévisions dans le secteur visé.

## Utilisations
Ce sont des avertissements météorologiques à court terme et numérotés (c'est-à-dire A1, A2, etc.) pour des conditions météorologiques très dangereuses jusqu'à 60 000 pieds (20 000 mètres) inclusivement. Les conditions météorologiques pour lesquelles on émet un (convective) SIGMET sont les suivantes,, :
- zone ou ligne d'orages organisés ;
- ligne de grains forts (vents de plus de 50 nœuds);
- cyclone tropical/tempête tropicale ;
- grêle modérée ou forte (plus de 2 cm de diamètre) ;
- turbulence forte ou extrême (non associée à des nuages convectifs) ;
- givrage fort (non associé à des nuages convectifs) ;
- ondes orographiques marquées;
- tempête de sable ou de poussière de grande étendue ;
- nuage de cendres volcaniques ;
- cisaillement du vent à bas niveau ;
- tornade ou trombe marine.

Les bulletins SIGMET sont rédigés en langage clair abrégé, en anglais généralement, utilisant les abréviations météorologiques standard dont on trouve la liste dans le Manuel des abréviations (MANAB),.
Ces messages sont émis même si les phénomènes sont décrits dans les prévisions de zone pour l'aviation. En effet, ces derniers sont utilisés pour la planification des vols et sont plus généraux alors que les SIGMET sont envoyés directement aux pilotes en vol et décrivent la zone affectée très précisément. Ils sont en plus mis à jour fréquemment, généralement aux deux heures, beaucoup plus souvent que les prévisions générales.

### Exemple
```
WSCN02 CZUL 010058
CZUL SIGMET C7 VALID 010100/010500 CZUL-
WTN AREA BOUNDED BY 5000N04800W - 5000N04200W - 4500N03600W - 4500N04200W - 5000N04800W. 
MODERATE TO SEVERE TURBULENCE FORECAST FL320 TO FL400. OBSERVED BY SEVERAL AIRCRAFT. AREA MOVING EASTWARD 15 KTS. WKNG.
END/HJT/KET
```

- WSCN02 CZUL 010058 : Titre international de bulletin (WSCN02 = SIGMET canadien) émis par le centre de Montréal (CZUL) le 1er du mois à 00h58 UTC ;
- CZUL SIGMET C7 VALID 010100/010500 CZUL- : Montréal Centre (CZUL) émet le SIGMET C7, valide du 1er à 01h00 UTC au 1er à 05h00 UTC ;
- WTN AREA BOUNDED BY 5000N04800W - 5000N04200W - 4500N03600W - 4500N04200W - 5000N04800W.  : à l'intérieur de la zone bordée par les points de 50 degrés nord, 48 degrés ouest; 50 degrés nord, 42 degrés ouest; 45 degrés nord, 36 degrés ouest; 45 degrés nord, 42 degrés ouest et 50 degrés nord, 48 degrés ouest ;
- MODERATE TO SEVERE TURBULENCE FORECAST FL320 TO FL400. OBSERVED BY SEVERAL AIRCRAFT. AREA MOVING EASTWARD 15 KTS. WKNG. : une zone de turbulence modérée à sévère est prévue entre le FL 320 et le FL 400 (FL = niveau de vol au-dessus de l'isobare 1013,25 Hpa et les chiffres sont un multiple de 100 ft, ainsi FL390 = 39000 ft). Plusieurs avions en vol l'ont observé. La zone se déplace vers l'est à 15 nœuds en s'affaiblissant (WKG) ;
- END/HJT/KET : FIN et signature des météorologues émetteurs